# Global Fishing Watch
Global Fishing Watch (GFW, ‘Observatorio de Pesca Global’) Es una organización fundada por Google, Skytruth y Oceana en 2014 en EE. UU. y cuenta con el apoyo de la fundación Leonardo DiCaprio
El cometido de la organización es mostrar el comportamiento de la pesca a nivel global. Para ello desarrolló una plataforma (lanzada en septiembre de 2016) en la que muestra la ubicación de más de 70.000 barcos pesqueros a nivel global, dando la oportunidad de realizar un monitoreo de la actividad pesquera del mundo de forma pública.

## Objetivos
- Crear transparencia, al mostrar la actividad de la pesca mundial.
- Acelerar la investigación y la innovación
- Promover la sostenibilidad de la pesca a nivel mundial.